# Mouhijärvi

Wappen der ehemaligen Gemeinde Mouhijärvi

Lage von Mouhijärvi in Finnland

Mouhijärvi [ˈmou̯ɦiˌjærʋi] ist eine ehemalige Gemeinde im Westen Finnlands mit rund 3000 Einwohnern. Sie liegt in der Landschaft Pirkanmaa 41 km westlich von Tampere. Nachbarstädte und -gemeinden von Mouhijärvi waren Hämeenkyrö im Norden, Nokia im Osten sowie Vammala im Süden und Westen.
Mouhijärvi hat zwei Siedlungszentren: Uotsola und Häijää. Außerdem gehören zur Gemeinde die Dörfer Eskola, Hahmajärvi, Hermala, Hyynilä, Iirola, Kairila, Kari, Kortesjärvi, Lampinen, Mierola, Murto, Mustianoja, Pukara, Rienilä, Ryömälä, Saikkala, Salmi, Tervamäki, Tiisala, Tomula, Tupurla, Valkama, Venesmäki, Vestola, Vesunti und Yliskallio.
Das Kirchspiel Mouhijärvi entstand bereits 1639 durch Loslösung aus dem Kirchspiel Karkku und umfasste ursprünglich auch die ehemaligen Gemeinden Lavia (heute Stadt Pori) und Suodenniemi, das ab 1867 zur Gemeinde Vammala gehörte. 1867 wurde infolge der Kommunalreform die politische Gemeinde Mouhijärvi gegründet, zugleich wurden Lavia und Suodenniemi aus Mouhijärvi gelöst. Zum Jahresbeginn 2009 vereinigte sich Mouhijärvi mit Vammala und Äetsä zur neuen Stadt Sastamala. 2015 wurde Lavia in die Stadt Pori eingegliedert.
Mouhijärvi ist eher ländlich geprägt und hat kaum Sehenswürdigkeiten im traditionellen Sinne aufzuweisen. Hingegen zieht die Natur der Gemeinde mit ihren 30 Seen viele Besucher an; in Mouhijärvi befinden sich insgesamt etwa 1000 Ferienhäuser (mökki).

Koordinaten: 61° 30′ N, 23° 1′ O